# Травники (гміна)
Гміна Травники (пол. Gmina Trawniki) — сільська гміна у східній Польщі. Належить до Свідницького повіту Люблінського воєводства.
Станом на 31 грудня 2011 у гміні проживало 9259 осіб.

## Площа
Згідно з даними за 2007 рік площа гміни становила 84.16 км², у тому числі:
- орні землі: 85.00%
- ліси: 7.00%

Таким чином, площа гміни становить 17.95% площі повіту.

## Населення
Станом на 31 грудня 2011:
| Опис     | Загалом | Загалом | Чоловіки | Чоловіки | Жінки | Жінки |
| -------- | ------- | ------- | -------- | -------- | ----- | ----- |
| одиниця  | осіб    | %       | осіб     | %        | осіб  | %     |
| все      | 9259    | 100     | 4551     | 49.15    | 4708  | 50.85 |
| міське   | 0       | 100     | 0        |          | 0     |       |
| сільське | 9259    | 100     | 4551     | 49.15    | 4708  | 50.85 |

## Сусідні гміни
Гміна Травники межує з такими гмінами: Лопенник-Ґурни, Мілеюв, Пяски, Рейовець-Фабричний, Селище, Файславіце.